# 心底
心底（しんてい、base of heart）とは心臓の円錐部の底面。脊椎動物の心臓の外形は倒立円錐形であり、その円錐の底面を心底、尖端を心尖と呼ぶ。心底は第一肋骨中央を通る水平面に位置する。